# Canasita
La canasita és un mineral de la classe dels silicats, que pertany al grup de la canasita. Rep el nom de la seva composició (Ca, Na, Si).

## Característiques
La canasita és un silicat de fórmula química K₃Na₃Ca₅Si₁₂O30(OH)₄. Cristal·litza en el sistema monoclínic.
Segons la classificació de Nickel-Strunz, la canasita pertany a «09.DG - Inosilicats amb 3 cadenes senzilles i múltiples periòdiques» juntament amb els següents minerals: bustamita, ferrobustamita, pectolita, serandita, wol·lastonita, wol·lastonita-1A, cascandita, plombierita, clinotobermorita, riversideïta, tobermorita, foshagita, jennita, paraumbita, umbita, sørensenita, xonotlita, hil·lebrandita, zorita, chivruaïta, haineaultita, epididimita, eudidimita, elpidita, fenaksita, litidionita, manaksita, tinaksita, tokkoïta, senkevichita, fluorcanasita, miserita, frankamenita, charoïta, yuksporita i eveslogita.

## Formació i jaciments
Va ser descoberta a l'esvoranc Material'naya del mont Iukspor, al massís de Khibini (óblast de Múrmansk, Rússia). També ha estat descrita en altres muntanyes del massís de Khibini, així com al massís de Murunskii, a Sakhà, i a les pedreres d'Aris, a Namíbia. Aquests indrets són els únics de tot el planeta on ha estat descrita aquesta espècie mineral.